# Bene Vagienna
Bene Vagienna – miejscowość i gmina we Włoszech, w regionie Piemont, w prowincji Cuneo.
Według danych na rok 2004 gminę zamieszkiwały 3294 osoby, 68,6 os./km².